# بلادونا
میشل آنه سینکلر (به انگلیسی: Michelle Anne Sinclair) یک زن پورن‌استار سابق است.
در بیلاکسی، میسیسیپی به دنیا آمد. او اولین بوسه اش را در سن سیزده دوازده سالگی تجربه کرد و در سن سیزده سالگی اولین خال‌کوبی اش را انجام داد و اولین آمیزش جنسی را در سن چهارده سالگی تجربه کرد. بلادونا در پانزده سالگی دبیرستان را رها کرده و از پدر و مادرش جدا شد و برای مدتی کوتاهی در یوتا زندگی کرد و به تعلیم مورمون پرداخت. او قبل از اینکه وارد حرفه پورنوگرافی شود در ۷–۱۱، ویکتوریا سکرت، شرکت سیرز و مترو مشغول کار بود.

## حرفه پورن
قبل از ورودش به صنعت پورنو یکی از دوستانش در یوتا به او این صنعت را معرفی کرد و او روز بعدش به لس‌آنجلس پرواز کرد. او در یو تا در یک کلوپ رقص کار می‌کرد و از نام دیگر بلادونا(به انگلیسی: Belladonna) استفاده می‌کرد که بعضی از دوستانش در یوتا او را با نام بلا صدا می‌کردند. بلادونا در زبان ایتالیایی به معنی زن زیبا است. و انگیزه‌اش برای پیوستن به صنعت پورنو انگیزه‌های مالی بوده‌است.
بلادونا به لس‌آنجلس نقل مکان کرد و به عنوان یک مدل برهنه شروع به کار نمود. آغاز کارش در این حرفه از سن هیجده سالگی بود. و اولین فیلمش سکس واقعی در مجله برای بیل ویترویک بود و بازیگر مرد مقابلش کریس کانون بود.

## زندگی شخصی
بلادونا با بازیگر فیلم‌های پورنوگرافی ناچو ویدال (به انگلیسی: Nacho Vidal) نامزد بوده‌است.
بلادونا در ۱۱ آوریل سال ۲۰۰۴ با آیدین کلی در نوادا ی لاس وگاس ازدواج کرد و حاصل این ازدواج یک دختر به نام مایلا می‌باشد که در ۱۱ ژانویه سال ۲۰۰۵ به دنیا آمد.

## جوایز
جوایز ای وی ان
سال ۲۰۰۹

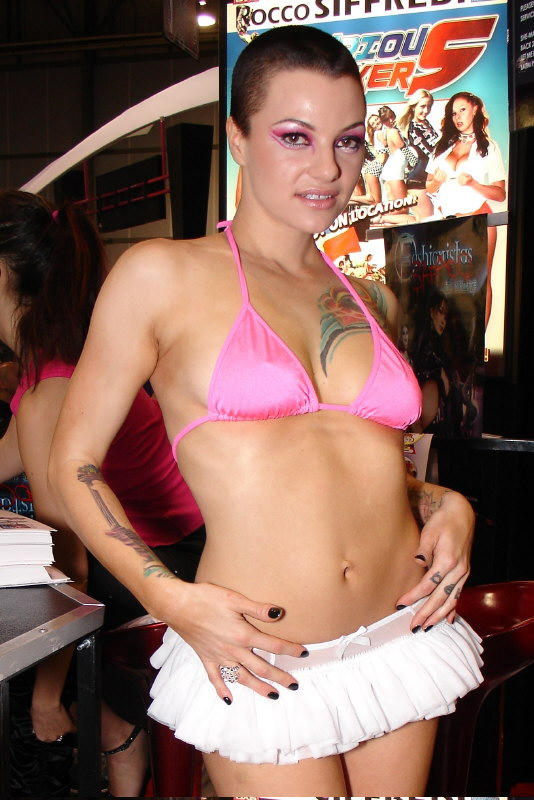
بلاددونا با دامن در ای‌وی‌ان ۲۰۰۷

- برنده بهترین نقش مکمل برای فیلم دزدان دریایی۲
- برنده بهترین صحنه سکس دختر با دختر همراه با جسی جین در فیلم دزدان دریایی۲
- برنده بهترین صحنه سکس سه نفره دختر با دختر به همراه آیدین استار و کیمبرلی کان در فیلم Belladonna's Girl Train

سال ۲۰۰۷
- بهترین سکس گروهی به همراه ملسیا لورن جینا هز جیانا مایکل و… برای فیلم Fashionistas Safado: The Challenge

سال ۲۰۰۴
- بهترین سکس دو نفره همراه با ناچو ویدال برای فیلم Back 2 Evil

سال ۲۰۰۳
- بهترین بازیگر نقش مکمل برای فیلم The Fashionistas
- بهترین هنرپیشه خشن برای فیلم The Fashionistas
- بهترین صحنه سکس دختر با دختر به همراه تیلور اس تی کلایر برای فیلم The Fashionistas
- بهترین سکس دهانی برای فیلم The Fashionistas

بلادوناازجسی جین درسکس لزبین شکست خورد جسی جین وبلادونا دوبارسکس داشتند